# New York Hippodrome

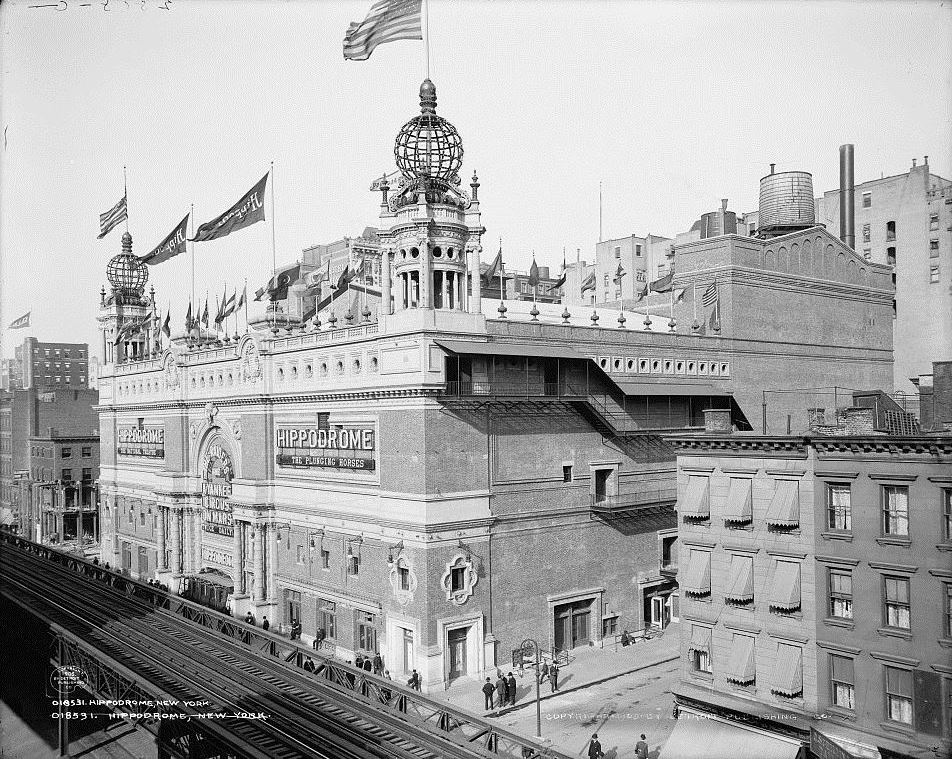
Hippodrome, 1905

Hippodrome Theatre, eller New York Hippodrome, var en teater, och senare biograf under namnet New York Hippodrome cinema, i New York, verksam 1905-1939, och som låg på 1st Avenue mellan West 43rd och West 44th Street i Theater District i Midtown, Manhattan. Den kallades världens största teater av sina byggare och hade en kapacitet på 5 300 sittplatser. Teatern var utrustad med det senaste inom teaterteknologi, bland annat med en stigande vattentank i glas där Annette Kellerman uppträdde med synkroniserad simning.
Hippodromen byggdes av Frederick Thompson och Elmer Dundy, skaparna av nöjesparken Luna Park  på Coney Island och förvärvades av The Shubert Organisation 1909. År 1933 öppnades den istället som New York Hippodrome cinema. Många är de som uppträtt på Hippodromen, bland annat vaudeville, många cirkusar, musikaliska revyer, Harry Houdini med sitt nummer där han trollade bort elefanter och stumfilmer såsom Neptunus Daughter (1914) och Better Times (1922) spelades in här. 
Teatern stängde i augusti 1939 och revs 1952 för att ge plats åt en stor kontorsbyggnad som kallas "The Hippodrome Center" (1120 Avenue of the Americas).